# 科拉桑-迪玛丽亚
科拉桑-迪玛丽亚是巴西巴伊亚州的一个市镇。总面积372.315平方公里，总人口23047人，人口密度61.9人/平方公里。